# Megachile oenotherae
Megachile oenotherae là một loài Hymenoptera trong họ Megachilidae. Loài này được Mitchell mô tả khoa học năm 1924.